# Umbrella (バンド)
umbrella（アンブレラ）は、日本のヴィジュアル系ロックバンド。

## 概要
2010年3月14日結成。コンセプトは「心に傘を」。大阪を拠点に活動。

## メンバー
ボーカル / ギター 唯
- 2月19日 B型 京都府生まれ。
- ほとんどの楽曲の作詞作曲を担当。
- ライブではギターを弾かずボーカルのみに専念することもある。
- CDジャケットなどのデザインも手がけており個人ブランド　路地裏堂でもグッズを販売している。
- グランジなどに影響を受けている。
- 「みそ」というウサギを飼っている。

ギター 柊
- 7月26日 B型 兵庫県生まれ。
- HR/HMを好む。
- Sago New Material Guitarsのオーダーギターを使用。
- 機材が好きで個人輸入で機材を購入したりしている。
- 中学生のときに当時の友人にX JAPANのアルバムを借りてからヴィジュアル系に興味を持ち出した。

ベース 春
- 4月30日 B型 兵庫県、神戸生まれ。
- 犬（チワワ）を拾ったことがきっかけで無類の犬好き。
- 酒やホルモンが好き。
- Sago New Material Guitarsのオーダーベースを使用。

ドラム 将
- 2月23日 O型 大阪府生まれ。
- 身長が180cm以上ありとても高い。
- 愛煙家。手巻きたばこを自分でブレンドするなどのこだわりがある。
- ドラムスティックLos Cabos（ロスカボス）のエンドーサーである。
- プレイスタイルはジャズドラマーなどに影響を受けている。

## 来歴
- 2010年
  - 3月14日結成。
  - 同年6月初公演を行う
  - 12月17日難波ロケッツでの初主催ライブを開催。デモシングル「Powdery Snow」を発売。
- 2011年
  - KYOTO MUSEにて2度目の主催ライブ開催。
  - 旧メンバーの脱退
  - 10月14日から開催されたRoad to V-ROCK FESTIVAL'11を勝ち抜き、10月23日にさいたまスーパーアリーナで開催されたV-ROCK FESTIVAL'11出場。
  - 10月30日サポートギターであった柊が加入。
  - 11月22日心斎橋 club ALIVE!にて3度目の主催ライブを開催。1st Single「五月雨」を先行販売。
  - 12月1日1st Single「五月雨」をリリース。
- 2012年
  - 3月14日心斎橋club ALIVE!にて4度目の主催ライブを開催。
  - 4月20日から6月6日にかけ初めての全国ツアーを敢行
  - 6月23日心斎橋club ALIVE!にて初ワンマンライブを開催。
  - 8月24日サポートドラムであった将が加入。
  - 12月16日心斎橋]club ALIVE!にて二度目のワンマン。

- 2013年
  - 1月12日池袋手刀にて初東京ワンマンライブを開催。
  - 5月16日よりカナダにて初の海外公演を行う。
- 2014年
  - 1月18日より三ヶ月連続東名阪ワンマンツアーを敢行。
  - 4月25日より開催されたDANGER CRUE RECORDS主催イベント「DEAD WEST」に参加。
  - 11月21日DANGER CRUE RECORDS主催「DEAD WEST」を一位で通過し、FINAL IMPACTへの出場権を獲得。
  - 12月5日DANGER CRUE RECORDS主催「FINAL IMPACT」にて勝利を納め、副賞を獲得。

- 2015年
  - 2月19日心斎橋 club ALIVE!にて11度目の主催ライヴを敢行。
  - 5月22日より2度目のカナダ公演を敢行。
  - 9月4日梅田AKASO（旧バナナホール）にてワンマンライヴを開催。

- 2016年
  - 6月23日南青山FutuerSevenにてアコースティックワンマンライブを開催。
  - 8月9日、8月10日梅田AKASO（旧バナナホール）にて2days主催ライブを開催。
  - 12月16日OSAKA MUSEにてワンマンライブを開催。

- 2017年
  - 3月14日Zirco Tokyoにてワンマンライブを開催。
  - 渋谷REXにて主催ライブを開催。
  - 10月18日 5府県のリリース主催ツアーを開催。

- 2018年
  - 3月14日結成8周年記念ワンマンライヴをTSUTAYA O-WESTにて開催。
  - 5月30日 ライブ会場限定販売にてTSUTAYA O-WEST公演のライブDVDを発売。

- 2019年
  - 7月25日 umbrella 柊×THE NOSTRADAMNZ燕瞳　合同爆誕祭　～危険因子vol.3～（キケンな二人編）ライヴを下北沢SHELTERにて開催。

## ディスコグラフィー

### シングル
|      | 発売日         | タイトル        | 販売生産番号 |                                                  |
| ---- | -------------- | --------------- | ------------ | ------------------------------------------------ |
| Demo | 2010年12月17日 | Powdery Snow    | UMCD-00*1    | 限定生産200枚                                    |
| 1st  | 2011年12月1日  | 五月雨          | SWKA-01      | 初回限定1000枚                                   |
| 2nd  | 2014年2月26日  | 『Knocking...』 | UIYH-001     | 初回限定1000枚                                   |
| 3rd  | 2016年2月17日  | アラン          | DCCNM-001    |                                                  |
| 4th  | 2016年11月2日  | ヨルノカーテン  | DCCNM-002    |                                                  |
| 5th  | 2017年5月17日  | Frontier        | DCCNM-005    | オリコンインディーズシングルランキングで20位獲得 |
| 6th  | 2017年10月18日 | 「管」          | DCCNM-008    | オリコンインディーズシングルランキングで10位獲   |

### ミニアルバム
|     | 発売日         | タイトル           | 販売生産番号 |                                                |
| --- | -------------- | ------------------ | ------------ | ---------------------------------------------- |
| 1st | 2011年7月1日   | アマヤドリ         | KASA-0001    | 定500枚 追加再プレス限定300枚。現在入手不可    |
| 2nd | 2012年10月24日 | モノクローム       | SWKA-0002    | 初回生産1000枚                                 |
| 3rd | 2013年7月3日   | モノクローム（黒） | SWKA-3       | モノクロームの2ndプレス。収録曲LoVのMV DVD付き |
| 4th | 2015年6月21日  | キネマトグラフ     | DCCA-58      | DANGER CRUE RECORDSよりリリース                |

### フルアルバム
|     | 発売日        | タイトル   | 販売生産番号 |                                      |
| --- | ------------- | ---------- | ------------ | ------------------------------------ |
| 1st | 2018年5月30日 | ダーウィン | DCCNM-505    | ヨルノカーテン、五月雨、アランを再録 |

### DVD
| 発売日         | タイトル            | |
| -------------- | ------------------- | --- |
| 2011年12月1日  | 「傘」映像篇 五月雨 | V-ROCK FESTIVAL 2011までのドキュメント映像 特別編集版                                                                                |
| 2012年10月28日 | umbrella×熊ソニ DVD | umbrella初の公演映像集。 2012年8月の毎週金曜日に心斎橋club ALIVE!にて行われたイベント 「熊ソニ」から、傘のライブ映像を各日抜粋で収録 |
| 2018年5月30日  | [傘が生まれた日]    | 2018年3月14日 TSUTAYA O-WESTワンマンライヴのライヴDVD。 ライブ会場限定販売。                                                         |

### コンピレーションアルバム
|     | 発売日         | タイトル                            | 販売生産番号 |                                                                      |
| --- | -------------- | ----------------------------------- | ------------ | -------------------------------------------------------------------- |
| 1st | 2014年5月14日  | DEAD WEST VOL.1～西日本V BATTLE！～ | DCCA-53      | DANGER CRUE RECORDSより レーベル史上初となるコンピレーションアルバム |
| 2nd | 2014年10月22日 | DEAD WEST VOL.2～西日本V BATTLE！   | DCCA-56      | DANGER CRUE が放つ西日本コンピレーションアルバム第二弾               |

### カップリングCD
|     | 発売日        | タイトル           |                                                                            |
| --- | ------------- | ------------------ | -------------------------------------------------------------------------- |
| 1st | 2018年2月11日 | 揺れる傘、廻る歯車 | Moreとの共同イベント「「揺れる傘、廻る歯車」にて販売されたカップリングCD。 |

会場限定販売